# Alessandro II (re dell'Epiro)
Alessandro II d'Epiro (Epiro, ... – 242 a.C.) è stato un sovrano greco antico, re dell'Epiro dal 272 a.C. alla sua morte.
Figlio di Pirro e di Lanassa, suo nonno materno era il tiranno siceliota Agatocle, Re di Sicilia dal 307 al 289 a.C.. 
Alessandro II regnò dal 272 a.C., combattendo a più riprese con gli Illiri e i Macedoni. Alleatosi con gli Etoli, conquistò col loro aiuto l'Acarnania.